# Pterois volitans
El pez león colorado (Pterois volitans) es un pez venenoso originario de  arrecifes de coral del océano Índico y zona occidental del océano Pacífico, pertenece a la familia Scorpaenidae o peces escorpión.
A partir de mediados de la década de 1990 ha invadido el Atlántico occidental, a partir de la costa este de Estados Unidos, poblando zonas del mar Caribe.

## Características
El cuerpo del pez león se distingue por una serie de vistosas líneas blancas, marrones, violetas y rojas, aletas pectorales y dorsales ampliamente desarrolladas a modo de abanico; lo cual le otorga un aspecto exótico y lo hace muy preciado como especie ornamental de acuarios. Alcanza uno 30 a 40 cm de largo en su adultez, mientras que los juveniles miden menos de 2 cm. El pez posee unos tentáculos carnosos que sobresalen por sobre sus ojos y por debajo de su boca. Sus largas espinas dorsales y pectorales son venenosas y la picadura puede ser sumamente dolorosa.

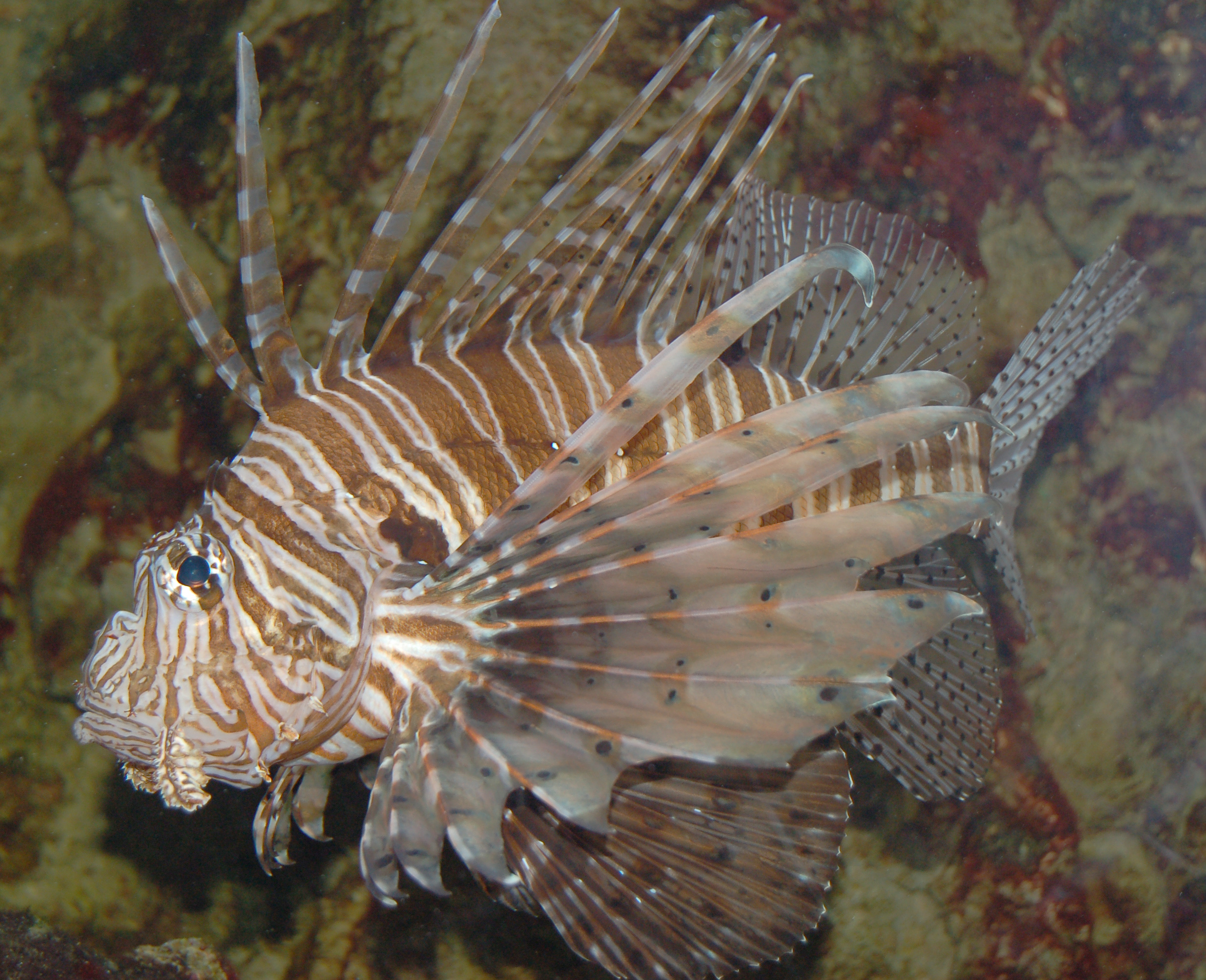

Habita en arrecifes coralinos a profundidades entre 10 a 170 m. Es un pez territorial y posee hábitos nocturnos; durante el día permanece inactivo oculto en cavidades del arrecife. Se alimenta de pequeños peces y crustáceos, y rápidamente se adapta a nuevas presas.
Alcanza la madurez sexual en forma temprana, se reproduce de manera sexual por fecundación externa. Luego de un cortejo elaborado, la hembra libera al agua un par de bolsas mucosas las cuales contienen 2000 a 15 000 huevos que son fecundados por los machos. Las bolsas flotan en el medio pelágico hasta que se rompen y liberan los huevos que son arrastrados por las corrientes.

## Alimentación
El pez león es un depredador que se alimenta de una gran variedad de presas. En algunos estudios realizados se lograron identificar 41 especies de presas pertenecientes a 21 familias. Según las observaciones, su alimento consiste en un 78 % de peces, el 14 % de crustáceos y 8 % de otras presas
El pez león se alimenta principalmente durante el día, entre el amanecer y el atardecer. Es un depredador oportunista que se mueve poco y es bastante territorial. Para cazar, el pez león flota sobre la presa con sus aletas extendidas hasta llegar a una posición cercana para su ataque. En ocasiones, envía chorros de agua para desorientar a la presa antes de atacarla.
Experimentos y observaciones en el Caribe y en el Pacífico sugieren ingenuidad de las presas ante el pez león exótico por al menos 8 especies de peces (Abudefduf saxatilis, H. plumierii, H. bivitattus, H. garnoti, S. taeniopterus, Sparisoma aurofrenatum, S. leucostictus y T. bifasciatum) en el Caribe. Esta ingenuidad se cuantificó midiendo la distancia que mantenían los peces presa de la boca del pez leon, y esta distancia era mas corta en el Caribe que en el Pacífico
Los hábitos alimenticios del pez león tienen un impacto significativo en los ecosistemas marinos. Pueden causar la reducción de la población de peces juveniles, la biomasa de los depredadores y la cobertura de algas.

## Reproducción
El pez león es un depredador voraz que se reproduce de forma sexual. Los peces león son dioicos, es decir, que existen machos y hembras. La diferencia entre ambos sexos es sutil y solo se aprecia durante la época reproductiva. El macho es territorial y defiende un área en la que varias hembras pueden habitar.
Para atraer las hembras a su territorio, el macho realiza una danza como ritual de cortejo previo a la reproducción, en la que ondula su aleta dorsal y sus dos aletas pectorales. La hembra alinea su mirada hacia él y tiende a tornar blanca el área de la cara.
La fecundación es externa. Al final del cortejo, la hembra libera dos masas de huevos de cada ovario, que flotan en la superficie del agua. Los huevos eclosionan en unas 36 horas y las crías se convierten en adultos en unos 18 meses. Los peces león tienen una tasa de reproducción muy alta, lo que les permite invadir rápidamente nuevos entornos. Una hembra puede producir hasta dos millones de huevos al año.

## Toxicología
El pez león almacena su veneno en las espinas de sus aletas dorsales y lo inocula cuando se presionan sus espinas. De esta manera, el veneno es vaciado o descargado mecánicamente y difundido dentro de la herida producida por la espina de la aleta.Las Espinas conectadas a unas glándulas que producen veneno neurotóxico que afecta el sistema nervioso central. El veneno causa dolor intenso, inflamación y, en casos severos, parálisis.

## Invasión en el océano Atlántico y mar Caribe

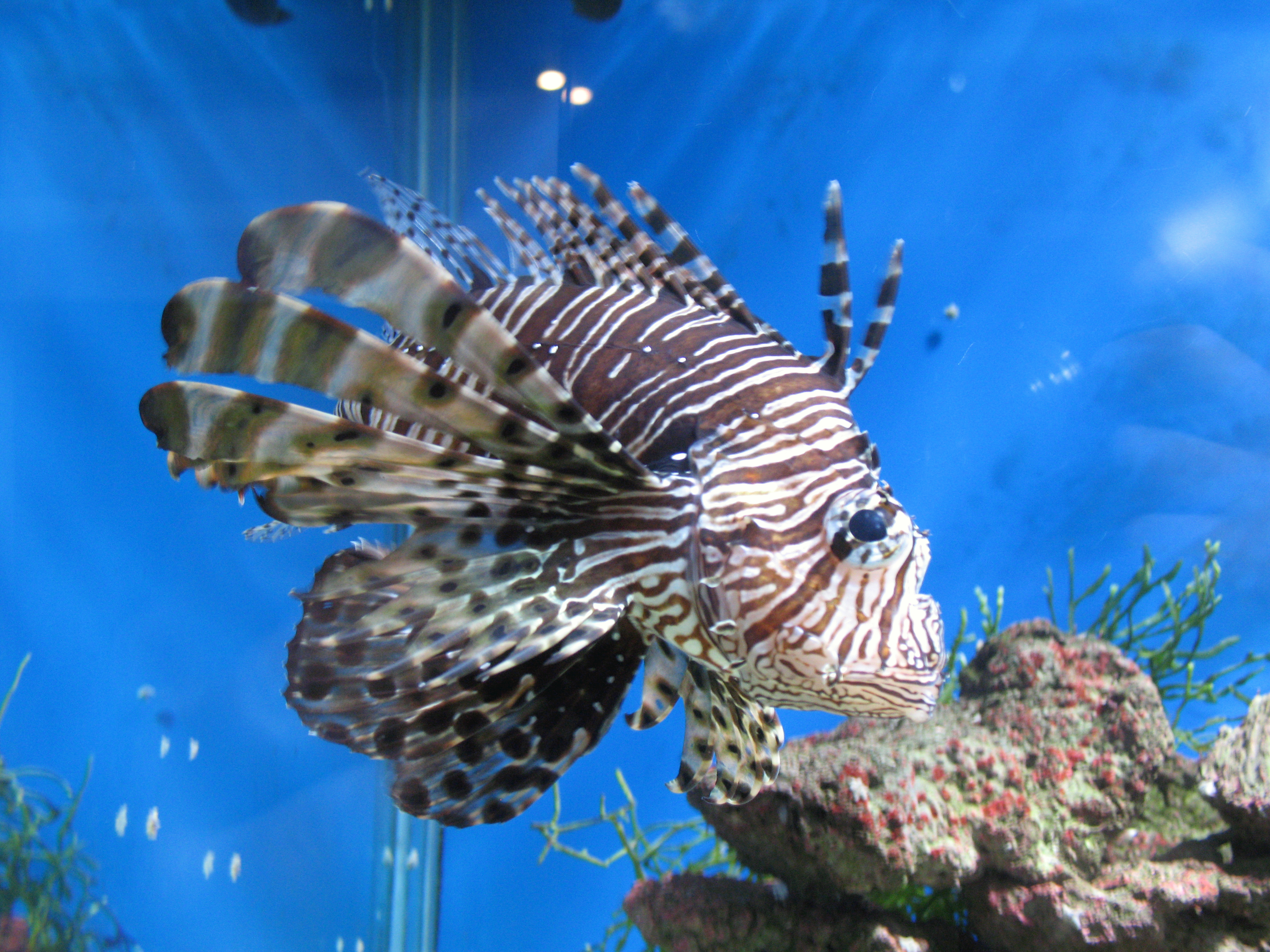
Pterois volitans anagoria.

El pez león colorado también habita en la costa este de los Estados Unidos, donde unos pocos individuos fueron liberados en las aguas de Biscayne Bay, Florida, en 1992 cuando el huracán Andrew destruyó un acuario cercano a la playa. En el 2000 la especie se extendió hacia el norte de la costa este de EE. UU. y Bermudas. Desde entonces, el crecimiento y propagación ha aumentado de forma exponencial. Para el verano del 2001, poblaba la costa este de Estados Unidos desde Florida hasta Long Island, Nueva York. El mar Caribe también sufre una invasión de esta especie, especialmente en la zona de las Bahamas.
Actualmente, hay poblaciones establecidas en la Costa Atlántica de EE. UU. desde Florida hasta Cabo Hatteras, Carolina del Norte, Bermudas, Cuba, República Dominicana, Jamaica, Puerto Rico, Islas Turcas y Caicos, Islas Caimán, Belice, Haití, Islas Vírgenes, México, Colombia, Panamá y Costa Rica. En Colombia se han capturado especímenes adultos y juveniles, en Santa Marta se reportan diariamente avistamientos en áreas del parque Tayrona, Playa Blanca, Taganga y áreas coralinas. Actualmente en el acuario y museo del mar del Rodadero se desarrolla una campaña educativa para que los pescadores sean muy cuidadosos al capturarlo, se tienen en exhibición algunos ejemplares para que los turistas los identifiquen y se reportan avistamientos a las autoridades ambientales. También se ha reportado su presencia en Cartagena. 
En Venezuela se reportan muchos especímenes en el Parque nacional Morrocoy, Parque nacional Mochima y en el Parque nacional Archipiélago los Roques; además de encontrarse en el refugio de fauna silvestre cuare y en el refugio de fauna silvestre laguna boca de caño ambos refugios en Falcón, extendiéndose la especie desde el Zulia hasta las costas de Carabobo, ubicándose el núcleo más grande en el estado falcón.
En el Caribe de Honduras también han sido encontrados ejemplares del Pterois volitans en cantidades que podrían suponer una invasión de esta especie, que al parecer se adapta muy bien al entorno y ambiente del Caribe.

### Especie invasora en España
Debido a su potencial colonizador y constituir una amenaza grave para las especies autóctonas, los hábitats o los ecosistemas, esta especie ha sido incluida en el Catálogo Español de Especies Exóticas Invasoras, aprobado por Real Decreto 630/2013, de 2 de agosto.